# Khánh An, An Phú
Khánh An là một xã cũ thuộc huyện An Phú, tỉnh An Giang, Việt Nam.

## Địa lý
Khánh An là một xã biên giới nằm ở phía bắc huyện An Phú, có vị trí địa lý:
- Phía đông và phía bắc giáp Campuchia với ranh giới là sông Hậu
- Phía tây giáp thị trấn Long Bình và xã Khánh Bình
- Phía nam giáp xã Quốc Thái và Campuchia.

Bên kia biên giới là xã Prek Chrey của huyện Kandal, Campuchia.
Xã Khánh An có diện tích 6,44 km², dân số năm 2019 là 11.731 người, mật độ dân số đạt 1.822 người/km².

## Hành chính
Xã Khánh An được chia thành 4 ấp: An Hòa, An Khánh, Khánh Hòa và Thạnh Phú.

## Lịch sử
Theo địa bạ tỉnh An Giang được xác lập ngày mùng 3 tháng 6 năm Minh Mệnh thứ 17 (Dương lịch 1836), thôn Khánh An thuộc tổng Châu Phú, huyện Tây Xuyên, phủ Tuy Biên.
Năm 1904, tổng An Phú được thành lập. Tổng An Phú thành lập từ 15 làng tách ra từ hai tổng Châu Phú và An Lương, diện tích toàn tổng là 17.071 héc-ta. Các làng gồm: (từ tổng Châu Phú) Khánh An, Khánh Bình, Sabâu, Kacôi, Nhơn Hội, Vĩnh Khánh, Khánh Hội và Kacôki; (từ tổng An Lương) Đồng Đức, Phú Hữu, Vĩnh Lộc, Vĩnh Hậu, Vĩnh Phong, Châu Giang và Phũm-xoài.
Tháng 7-1942, Pháp giao làng Bình Di cho Cam Bốt, đổi lại Cam Bốt giao làng (cồn) Khánh Hòa cho xã Khánh An. Làng Khánh Hòa ngày nay là ấp Khánh Hòa, xã Khánh An.
Ngày 12 tháng 4 năm 2005, Chính phủ ban hành Nghị định số 52/2005/NĐ-CP. Theo đó, thành lập thị trấn Long Bình trên cơ sở 174 ha diện tích tự nhiên và 4.054 người của xã Khánh Bình, 248 ha diện tích tự nhiên và 3.738 người của xã Khánh An.
Sau khi điều chỉnh địa giới hành chính, xã Khánh An còn lại 541 ha diện tích tự nhiên và 11.046 người.
Ngày 16 tháng 6 năm 2025, Ủy ban Thường vụ Quốc hội ban hành Nghị quyết số 1654/NQ-UBTVQH15 về việc sắp xếp các đơn vị hành chính cấp xã của tỉnh An Giang năm 2025. Theo đó, sắp xếp toàn bộ diện tích tự nhiên, quy mô dân số của thị trấn Long Bình, xã Khánh An và xã Khánh Bình thành xã mới có tên gọi là xã Khánh Bình.